# TicTac-Harmonium (EP)
| Críticas profissionais | Críticas profissionais |
| Avaliações da crítica  | Avaliações da crítica  |
| Fonte                  | Avaliação              |
| ---------------------- | ---------------------- |
| Monkeybuzz             | [ 1 ]                  |

TicTac-Harmonium é um compacto da banda paulista O Terno, gravado e lançado em 2013. Apresenta 3 faixas que somam pouco mais de 11 minutos de reprodução. A faixa "Harmonium" concorreu ao prêmio de melhor canção no Prêmio Multishow 2013, enquanto "Tic Tac" rendeu à banda o seu segundo videoclipe. O EP ainda conta com a participação de "The Suit", o alter-ego da banda. 

## Faixas
| CD             |                                              |         |  |
| N.º            | Título                                       | Duração |  |
| 1.             | "Tic Tac"                                    | 4:21    |  |
| 2.             | "Harmonium"                                  | 3:41    |  |
| 3.             | "Blood Stains" (Faixa Bônus, por "The Suit") | 3:04    |  |
| Duração total: | Duração total:                               | 11:06   |  |